# 日産ディーゼル・GE13エンジン
GE13エンジンはUDトラックス（旧：日産ディーゼル）が製造するディーゼルエンジンである。

## 概要
1997年（平成9年）にP型に代わるエンジンとして登場。
基本構造は水冷直列6気筒SOHC、4バルブ、ボア136mm×ストローク150mmの総排気量13,074 cc、重量1260kg、ユニットインジェクタ方式の直噴式で、全車ターボ仕様である。市販車で初めて燃料噴射装置にユニットインジェクターを採用した。2004年（平成16年）には尿素SCRシステムを採用し、新長期規制に適合した。
ボルボのD系エンジンに置き換えられわずか13年と短命であった。しかし、コンロッド大端部は斜め割を使用しない日産純血系最後のエンジンでもある。

## バリエーション

### GE13TA
2000年（平成12年）登場。
- 搭載車種
  - ビッグサム
  - クオン

馬力　340 PS（ビッグサム）、 350 PS（クオン）

### GE13TB
1997年（平成9年）登場。
- 搭載車種
  - ビッグサム
  - クオン

馬力　370 PS（ビッグサム）、380 PS（クオン）

### GE13TC
2000年（平成12年）登場。
- 搭載車種
  - ビッグサム
  - クオン

馬力　400 PS（ビッグサム）、410 PS（クオン）

### GE13TD
1997年（平成9年）登場。
- 搭載車種
  - ビッグサム
  - クオン

馬力　440 PS（ビッグサム）、450 PS（クオン）

### GE13TE
2004年（平成16年）登場。
- 搭載車種
  - クオン（セミトラクター専用）

馬力　480 PS

### GE13TF
2004年（平成16年）登場。
- 搭載車種
  - クオン（セミトラクター専用）

馬力　520 PS